# Surf and Turf

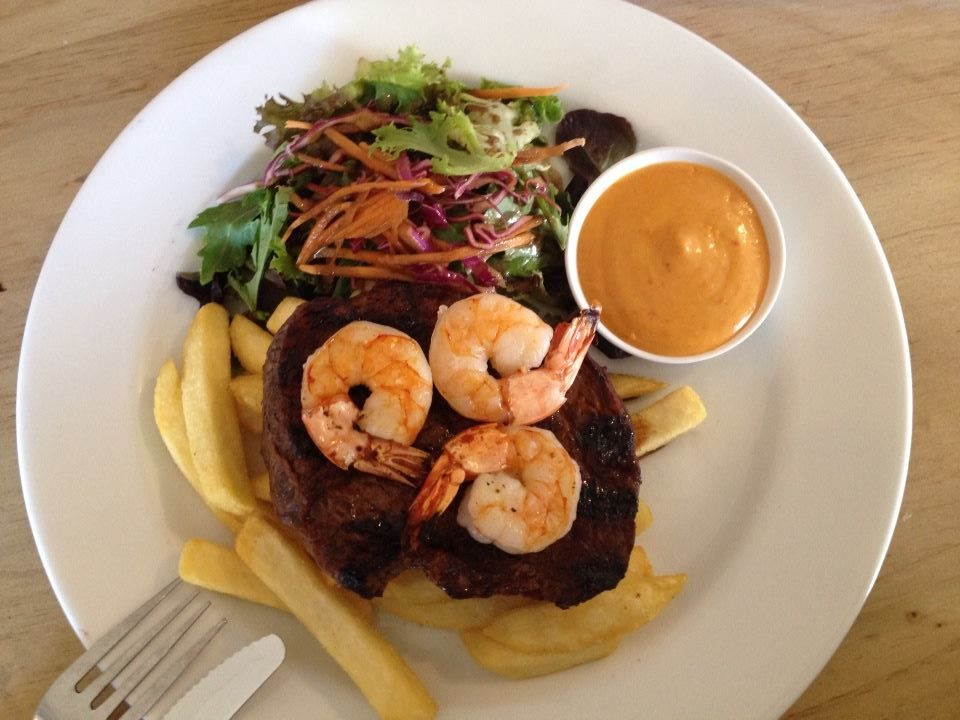
Uma foto de um Surf and turf com ingredientes sendo: bife e três camarões, servidos com maionese picante e salada.

Surf and Turf, Surf & Turf, ou Surf 'n' Turf («ondas e relvas»), é o nome usado na culinária para designar o prato principal que combina proteínas do mar e da terra com o intuito de mesclar sabores e texturas.
O termo foi criado na década de 60 nos EUA. Antes disso, porém, o Mediterrâneo todo já fazia uso desta prática de juntar elementos do mar e da terra. O exemplo mais conhecido talvez seja o espanhol, com a paella valenciana e suas proteínas variadas – frango, porco, mexilhões, lagostins e o que se tiver à mão para enriquecer o arroz com açafrão.
Os pratos  Surf and Turf  ficaram famosos a partir da sua apresentação em realitys shows da alta gastronomia em diversos países, como Top Chef e MasterChef.